# Okręgowa Spółdzielnia Mleczarska w Giżycku
Okręgowa Spółdzielnia Mleczarska w Giżycku, OSM Giżycko – spółdzielnia mleczarska zlokalizowana w Giżycku.

## Historia
Przed wojną w Lötzen działała Lötzener Milchwerke e.Gm.b.H. Do 1938 siedziba spółdzielni znajdowała się przy giżyckim rynku (ob. pl. Grunwaldzki) obok hotelu Kaiserhof. Od tego roku zaczęła się budowa i stopniowa przeprowadzka do nowego kompleksu przy Szosie Orzyskiej (Aryser Chaussee; ob. ul. Białostocka) w miejsce, gdzie zakład znajduje się po dziś dzień. W starych budynkach pozostawiono dojrzewalnię serów.
Dzięki rozbudowie zakład przerabiał w okresie letnim nawet do 100 000 l mleka, z czego 60% przeznaczone było na produkcję serów. W skali roku mleczarnia przerabiała do 20 mln litrów mleka. Zatrudnienie sięgało 130 osób. Wieloletnim przewodniczącym Zarządu był Willi Jankowski.
Po wojnie zakład wznowił działalność już w 1945 i zatrudniał 11 osób. Produkowano wówczas masło w poruszanej ręcznie maselnicy. Po odbudowie ze start wojennych przyszedł czas na rozbudowę i stopniowe poszerzanie asortymentu. W latach 50. XX w. produkowano już sery dojrzewające, a także twarogi, masło oraz mleko chude w proszku. Długoletnim dyrektorem, a później prezesem powstałej spółdzielni mleczarskiej był Ignacy Ważejewski. Był organizatorem sieci mleczarni i punktów skupu mleka w powiecie giżyckim. 1 maja 1973 nowym dyrektorem został Michał Horbacz.
Od lat 70. XX do lat 10. XXI w. w koszarowcu w Twierdzy Boyen znajdowała się dojrzewalnia serów. Obok, za zgodą konserwatora zabytków wybudowano dodatkowy budynek wzorowany na nim, mieszczący pomieszczenia administracyjne.
W latach 1974–1976 mleczarnię rozbudowano, w wyniku czego powstała druga proszkownia, wybudowano dział twarożkarni, rozbudowano dział galanterii oraz dobudowano budynek myjni samochodów.
1 stycznia 1981 na wniosek Założycielskiego Zebrania Przedstawicieli zakład mleczarski przekształcono w Okręgową Spółdzielnię Mleczarską w Giżycku.
Wraz z przemianami ustrojowymi, 1 lipca 1989 OSM stała się jednostką samodzielną.
1 czerwca 1999 Zakład połączył się z Okręgową Spółdzielnią Mleczarską w Szczytnie, a dokładnie rok później ze Spółdzielnią Mleczarską w Węgorzewie.
Ponieważ OSM w Giżycku działa na obszarze Wielkich Jezior Mazurskich, to też w trosce o środowisko w 2000 zainstalowano urządzenia do zagęszczania serwatki metodą odwróconej osmozy, która pozwala zagospodarować całość produkowanej w zakładzie serwatki.
W 2001 oddano do użytku nowoczesną linię produkującą twaróg mazurski, a w kwietniu 2002 do serów dojrzewających.
Lata 2002–2007 były okresem intensywnej modernizacji zakładu. W tym czasie dokonano wielu inwestycji, m.in.: instalacji nowoczesnej aparatowni, odbieralni mleka, oddano do użytku nowo wybudowany magazyn chłodniczy do przechowywania produktów mleczarskich, nową myjnię samochodową oraz nowoczesną warzelnię serów o przerobie mleka ok. 700 tys. litrów na dobę.
Z dniem 1 maja 2004 Mleczarnia została zaklasyfikowana do zakładów mleczarskich zatwierdzonych do handlu, co umożliwia jej sprzedaż produktów na terenie Unii Europejskiej.
W 2015 dojrzewalnię przeniesiono na teren zakładu przy ul. Białostockiej do nowo wybudowanej dojrzewalni. Może jednorazowo pomieścić ok. 4000 ton sera dojrzewającego.
Obecnie OSM w Giżycku prowadzi skup mleka na terenie województwa warmińsko- mazurskiego z siedmiu powiatów, tj.: giżyckiego, węgorzewskiego, szczycieńskiego, piskiego, gołdapskiego, kętrzyńskiego i mrągowskiego. Rocznie przetwarza ok. 300 mln litrów mleka.

## Nagrody[4]
| Rok  | Nagroda, wyróżnienie, certyfikat |
| ---- | --- |
| 2002 | Gazela Biznesu – II miejsce w Rankingu Najdynamiczniej Rozwijających się firm                                                                    |
| 2002 | Laur „Atut 2002” – Za produkty Twarogi Mazurskie                                                                                                 |
| 2005 | Nagroda za zajęcie XI miejsca w Rankingu Największych i Najlepszych Spółdzielni Mleczarskich                                                     |
| 2005 | Nagroda za zajęcie X miejsca w Rankingu Najlepszych Firm Branży Mleczarskiej wg dwutygodnika Agrotrendy                                          |
| 2005 | Gazele Biznesu – Przynależność do elitarnego grona najdynamiczniej rozwijających się firm                                                        |
| 2005 | Statuetka „Delikatesy Warmii i Mazur” za produkt Rolada Ustrzycka                                                                                |
| 2006 | Nagroda za zajęcie V miejsca w Rankingu Najlepszych Firm Branży Mleczarskiej wg dwutygodnika Agrotrendy                                          |
| 2006 | Nagroda za zajęcie IX miejsca w Rankingu Największych Eksporterów w 2006 roku według Krajowego Związku Spółdzielni Mleczarskich                  |
| 2006 | Nagroda specjalna Największych Spółdzielni Eksporterów Artykułów Mleczarskich                                                                    |
| 2007 | Gazele Biznesu – Przynależność do elitarnego grona najdynamiczniej rozwijających się firm                                                        |
| 2007 | Najlepsza Firma Branży Mleczarskiej wg dwutygodnika Agrotrendy. Nagroda Specjalna Największych Spółdzielczych Eksporterów Artykułów Mleczarskich |
| 2008 | Nagroda za zajęcie I miejsca w V edycji Rankingu Zakładów Mleczarskich dwutygodnika Agrotrendy 2008                                              |
| 2008 | Nagroda za zajęcie VI miejsca Największych Spółdzielczych Eksporterów Artykułów Mleczarskich                                                     |
| 2009 | Nagroda za zajęcie II miejsca w Rankingu Najlepszych Liderów Eksportu wg dwutygodnika Agrotrendy                                                 |
| 2009 | Nagroda za zajęcie VIII miejsca w Rankingu Największych Spółdzielczych Eksporterów                                                               |
| 2009 | Nagroda za zajęcie IX miejsca w Rankingu Najlepszych Spółdzielni Mleczarskich                                                                    |
| 2009 | Nagroda za zajęcie III miejsca w Rankingu Najlepszych Liderów Efektywności wg dwutygodnika Agrotrendy                                            |
| 2009 | Nagroda za zajęcie VI miejsca w Rankingu Najlepszych Firm Branży Mleczarskiej wg dwutygodnika Agrotrendy                                         |
| 2009 | Puchar Prezesa ARR w rankingu Największych Spółdzielczych Eksporterów Produktów Mleczarskich                                                     |
| 2010 | Nagroda za zajęcie I miejsca w rankingu szczegółowym opracowanym przez KZSM Zw. dla mleczarni o największej dynamice sprzedaży 2010/2009r.       |
| 2010 | Nagroda za zajęcie II miejsca w rankingu na 10 Najlepszych i Największych Spółdzielni w Mleczarskich                                             |
| 2010 | Nagroda za zajęcie II miejsca Największych Spółdzielczych Eksporterów Artykułów Mleczarskich                                                     |
| 2010 | Nagroda za zajęcie II miejsca w rankingu dla mleczarni o najwyższej rentowności netto                                                            |
| 2011 | Nagroda za zajęcie II miejsca w rankingu na 10 Najlepszych i Największych Spółdzielni w Mleczarskich                                             |
| 2011 | Nagroda specjalna za zajęcie II miejsca za wyniki eksportu                                                                                       |
| 2012 | Nagroda specjalna za zajęcie II miejsca za wyniki eksportu                                                                                       |
| 2012 | Nagroda za zajęcie III miejsca Najlepszych i Największych Spółdzielni Mleczarskich”                                                              |
| 2012 | Puchar Prezesa ARR dla Laureata Rankingu Największych Spółdzielczych Eksporterów Artykułów Mleczarskich                                          |
| 2012 | Certyfikat Wiarygodności Biznesowej |
| 2012 | Wyróżnienie miesięcznika „Forbes” |
| 2013 | Nagroda za zajęcie III miejsca w rankingu na Największą i Najlepszą Spółdzielnię Mleczarską                                                      |
| 2013 | Nagroda za zajęcie II miejsce w rankingu Największych Spółdzielczych Eksporterów Artykułów Mleczarskich                                          |
| 2013 | Puchar Prezesa ARR za wybitne osiągnięcia w eksporcie                                                                                            |
| 2013 | Certyfikat Wiarygodności Biznesowej |
| 2014 | Nagroda za zajęcie II miejsca w rankingu Największych Spółdzielczych Eksporterów Artykułów Mleczarskich                                          |
| 2014 | Nagroda za zajęcie IV miejsca Najlepszych i Największych Spółdzielni Mleczarskich                                                                |
| 2014 | Puchar Prezesa ARR dla Laureta Największych Spółdzielczych Eksporterów Artykułów Mleczarskich                                                    |
| 2015 | Nagroda za zajęcie II miejsca w rankingu Największych Spółdzielczych Eksporterów Artykułów Mleczarskich                                          |
| 2015 | Nagroda za zajęcie IV miejsca w rankingu Najlepszych i Największych Spółdzielni Mleczarskich                                                     |
| 2015 | Puchar prezesa ARR dla Laureata Rankingu dla Największych Spółdzielczych Eksporterów Artykułów Mleczarskich                                      |
| 2015 | Puchar prezesa ARR dla Laureata Rankingu dla Największych Spółdzielczych Eksporterów Artykułów Mleczarskich                                      |
| 2016 | Nagroda za zajęcie IV miejsca w rankingu Najlepszych i Największych Spółdzielni Mleczarskich                                                     |
| 2017 | Nagroda za zajęcie II miejsca dla Eksporterów Artykułów Mleczarskich                                                                             |
| 2017 | Nagroda za zajęcie III miejsca w rankingu Najlepszych i Największych Spółdzielni Mleczarskich                                                    |
| 2017 | Puchar Dyrektora Generalnego Krajowego Ośrodka Wsparcia Rolnictwa dla Laureata Największych Spółdzielczych Eksporterów Artykułów Mleczarskich    |
| 2018 | Nagroda za zajęcie I miejsca rankingu Najlepszych i Największych Spółdzielni Mleczarskich                                                        |
| 2018 | Nagroda specjalna za zajęcie II miejsce dla Eksporterów Artykułów Mleczarskich                                                                   |
| 2018 | Puchar Laureata w rankingu Najlepszych i Największych Spółdzielni Mleczarskich                                                                   |
| 2018 | Certyfikat jakości biznesu „FAIR PLAY” |
| 2018 | Nagroda za 1 miejsce w woj. Warmińsko – Mazurskim i 46 miejsce w rankingu WPROST „Złota Setka Polskiego Rolnictwa”                               |
| 2019 | Nagroda Marszałka Woj. Warmińsko – Mazurskiego „Filar Gospodarki 2019”                                                                           |
| 2019 | Statuetka “Sponsor strategiczny” |
| 2019 | Lider Biznesu |
| 2019 | Zasłużony dla eksportu |
| 2019 | Nagroda za zajęcie II miejsca w rankingu Najlepszych i Największych Spółdzielni Mleczarskich                                                     |
| 2019 | Nagroda specjalna za zajęcie II miejsce dla Eksporterów Artykułów Mleczarskich                                                                   |
| 2019 | Nagroda za zajęcie II miejsce dla Największych Spółdzielczych Eksporterów Artykułów Mleczarskich                                                 |
| 2019 | Nagroda Świętego Brunona |

## Produkty[5]

### Sery
- Edamski
- Gouda
- Morski
- Podlaski
- Boyendamer
- Mozzarella
- Goldina
- Goldi
- Giżycki
- Rolada Giżycka
- Rolada Giżycka (z dodatkiem tłuszczu roślinnego)
- Edamski Wędzony
- Gouda Wędzony
- Goldi Wędzony

### Masło
- Masło extra

### Inne
- Serwatka w proszku